# Кун Краненберґ
Кун Краненберґ (нід. Coen Kranenberg, 28 вересня 1947) — нідерландський хокеїст на траві.
Учасник Олімпійських Ігор 1972, 1976 років.